# 奇卡斯基亞鎮區 (堪薩斯州索姆奈縣)
奇卡斯基亞鎮區（英語：Chikaskia Township）為美國堪薩斯州索姆奈縣轄下的鎮區。2010年美国人口普查中此鎮區人口有59人。

## 地理
奇卡斯基亞鎮區涵蓋總面積為93.7平方（36.18平方英里），其中陸地面積為93.7平方（36.17平方英里），水域面積為0.026平方（0.01平方英里）或0.03%。

## 人口統計
根據2010年美國人口普查，奇卡斯基亞鎮區人口有59人，其中男性有29人，女性有30人，人口密度為每平方公里0.63人，住房計30戶。鎮區內的白人有45人，非裔美國人有0人，美洲原住民有1人，亞裔美國人有0人，太平洋島裔美國人有0人，其他種族有0人，混血種族則有13人。此外鎮區內有9人為西班牙裔或拉丁裔美國人。此鎮區之年齡中位數為48.5歲，而男性年齡中位數為52.3歲，女性年齡中位數為45.0歲。

## 交通

### 主要公路
- 44號堪薩斯州州道
- 49號堪薩斯州州道